# Transition to Production
Der Begriff Transition to Production umschreibt den Übergang einer oder mehrerer Komponenten (z. B. Maschinen, Softwareprodukte, Verfahren, Richtlinien) in den Betrieb bzw. die Produktion eines Unternehmens.

## Transition to Production (TtP) im IT-Unternehmen
Der Geschäftsprozess TtP ist für die Übergaben von Hard- und Softwarekomponenten der bereitstellenden Einheiten im Unternehmen an die betreibende Organisation verantwortlich und setzt eine strikte Trennung von bereitstellenden Prozessen (z. B. die Einführung eines neuen Softwarereleases) und dem Betrieb von Hard- oder Softwarekomponenten voraus. 

Grafik: Transition to Production

Der Übergang wird über einen so genannten Change (=Änderung oder Neueinrichtung betrieblicher Komponenten) begleitet und kontrolliert. Der Changeprozess selber wird toolgestützt (z. B. Remedy Action Request System) umgesetzt. Der TtP Prozess erstreckt sich von der Auftragsannahme (z. B. ein Changerecord im Action Request) über den Tauglichkeitstest hin zur Zertifizierung der beantragten Betriebsänderung. Die Implementierung beziehungsweise die Entfernung einer betrieblichen Komponente wird weiterhin vom Bereitsteller, dem Betreiber beziehungsweise durch externe Dienstleister durchgeführt.
Durch den TtP-Prozess wird die Betriebstauglichkeit von Komponenten getestet und im Sinne einer TÜV-Stelle für den Betrieb freigegeben beziehungsweise zertifiziert. Hierdurch wird die Betriebssicherheit bei der Inbetriebnahme erhöht. Durch geplante Nachprüfungen (Re-Zertifizierungen) wird ein kontinuierlicher Verbesserungsprozess (KVP) in Gang gesetzt. Ein weiteres Ziel von TtP besteht darin, eine zunehmende Transparenz und Nachvollziehbarkeit der eingesetzten Test- und Zertifizierungsverfahren herbeizuführen.